# Emily Silver
Emily Silver (Saint Petersburg (Florida), 9 oktober 1985) is een voormalige Amerikaanse zwemster. Ze vertegenwoordigde haar vaderland op de Olympische Zomerspelen 2008 in Peking.

## Carrière
Bij haar internationale debuut, op de wereldkampioenschappen zwemmen 2005 in Montreal, zwom Silver samen met Kara Lynn Joyce, Mary Descenza en Lacey Nymeyer in de series van de 4x100 meter vrije slag. In de finale sleepten Joyce en Nymeyer samen met Natalie Coughlin en Amanda Weir de bronzen medaille in de wacht, voor haar inspanningen in de series ontving de Amerikaanse de bronzen medaille.
Op de wereldkampioenschappen kortebaanzwemmen 2008 in Manchester eindigde de Amerikaanse als achtste op zowel de 100 meter vrije slag als de 200 meter wisselslag, op de 100 meter rugslag strandde ze in de halve finales. Op de 4x100 meter vrije slag eindigde ze samen met Jessica Hardy, Rachel Komisarz en Kara Denby als vijfde. Samen met Elizabeth Tinnon, Erin Reilly en Kara Denby zwom ze in de series van de 4x100 meter wisselslag, in de finale sleepte Denby samen met Margaret Hoelzer, Jessica Hardy en Rachel Komisarz de wereldtitel in de wacht. Voor haar inspanningen in de series ontving Silver de gouden medaille. Tijdens de Amerikaanse Olympische Trials 2008 in Omaha, Nebraska eindigde Silver als vijfde op de 100 meter vrije slag, door deze prestatie plaatste ze zich voor de Spelen op de 4x100 meter vrije slag estafette. In Peking zwom de Amerikaanse samen met Kara Lynn Joyce, Julia Smit en Lacey Nymeyer in de series van de 4x100 meter vrije slag, in de finale zwommen Joyce en Nymeyer samen met Natalie Coughlin en Dara Torres naar de tweede plaats. Voor haar inspanningen in de series ontving Silver de zilveren medaille.

## Internationale toernooien
| Jaar | Olympische Spelen                               | WK langebaan                                    | WK kortebaan |
| ---- | ----------------------------------------------- | ----------------------------------------------- | --- |
| 2005 |                                                 | 4x100m vrije slag · Silver zwom enkel de series | |
| 2006 |                                                 |                                                 | geen deelname |
| 2007 |                                                 | geen deelname                                   | |
| 2008 | 4x100m vrije slag · Silver zwom enkel de series |                                                 | 8e 100m vrije slag · 8e 200m wisselslag · 16e 100m rugslag · 4x100m wisselslag · Silver zwom enkel de series · 5e 4x100m vrije slag |

## Persoonlijke records

### Kortebaan
| Afstand         | Tijd    | Datum         | Plaats     |
| --------------- | ------- | ------------- | ---------- |
| 100m vrije slag | 53,64   | 11 april 2008 | Manchester |
| 100m rugslag    | 1.00,15 | 9 april 2008  | Manchester |
| 200m wisselslag | 2.10,90 | 12 april 2008 | Manchester |

### Langebaan
| Afstand         | Tijd    | Datum       | Plaats      |
| --------------- | ------- | ----------- | ----------- |
| 50m vrije slag  | 25,29   | 6 juni 2008 | Los Angeles |
| 100m vrije slag | 54,74   | 3 juli 2008 | Omaha       |
| 200m vrije slag | 2.00,41 | 17 mei 2008 | Santa Clara |